# Ralph von Koenigswald

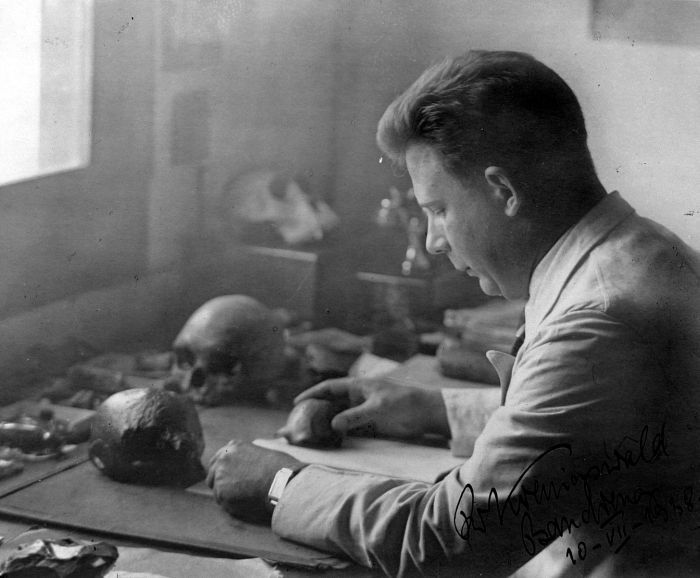
Dr. G.H.R. von Koenigswald tijdens onderzoek naar schedels op Java

Gustav Heinrich Ralph von Koenigswald (Berlijn, 13 november 1902 - Bad Homburg, 10 juli 1982) was een van oorsprong Duitse antropoloog, paleontoloog en geoloog. Zijn vondsten van en onderzoek naar Hominide fossielen van Java en zijn onderzoek naar andere fossielen van Zuidoost-Azië maakten hem een van de belangrijkste antropologen/paleontologen van de 20e eeuw.
Von Koenigswalds vader was de antropoloog G.A. von Koenigswald. Ralph von Koenigswald groeide op in Berlijn, in een periode waarin de studie naar de evolutie door het bestuderen van fossielen in opkomst was. Toen hij vijftien was begon hij fossielen van vertebraten te verzamelen nadat hij een neushoornkies vond tijdens een excursie naar Mauer. Later studeerde hij geologie en paleontologie aan de universiteiten van Berlijn, Tübingen, Keulen en München, waar hij in 1928 promoveerde. Hoewel zijn proefschrift over de stratigrafie van het Rotliegendes gaat, lag zijn interesse vooral bij fossiele zoogdieren.

## Onderzoek op Java
Onder Von Koenigswalds leraren bevond zich Ferdinand Broili, die goede contacten had met geologen in Nederland, zoals K. Martin en L.M.R. Rutten. Na twee jaar in München voor de Bayerische Staatssammlung für Geologie te werken, kon Von Koenigswald dankzij deze contacten in 1930 op Java voor de Dienst van Mijnbouw van Nederlands-Indië gaan werken. Zijn werk was het determineren en dateren van fossiele zoogdieren, om een beter inzicht in de Kwartaire stratigrafie van Java te krijgen. Al snel verschoof zijn aandacht naar resten van mensachtigen, die in dezelfde lagen gevonden werden. In 1935 vond hij een stuk schedel van een jonge mensachtige bij Mojokerto, hij determineerde deze als van de Pithecanthropus erectus (Homo erectus) die de Nederlandse arts Eugène Dubois dertig jaar daarvoor ontdekt had. De oude Dubois zelf was het niet eens met de identificatie, maar Von Koenigswald veranderde zijn standpunt niet. Hij bleef verder zoeken naar fossielen van mensachtigen, maar door de economische crisis in de jaren 30 was de Dienst van Mijnbouw in 1935 gedwongen hem te ontslaan.
Von Koenigswald ging in 1937 voor het Carnegie Instituut te Washington werken, dankzij de interventie van zijn vriend Teilhard de Chardin. Hij kon zich nu op het onderzoek naar hominide resten op Java toeleggen. Naast enorme hoeveelheden fossiele zoogdieren vond hij meer overblijfselen van twee soorten mensachtigen: behalve Pithecanthropus erectus ook Gigantopithecus. Tussen 1937 en 1941 werd een aantal belangrijke vondsten gedaan. In 1937 vond een assistent van Von Koenigswald een stuk van een Pithecanthropus schedel. Omdat Von Koenigswald de lokale bevolking per fossiel betaalde werden helaas veel fossielen in stukken gehakt voordat hij ze onderzocht. Eén schedelfragment, gevonden te Sangiran, was een exacte kopie van Dubois' Pithecanthropus calvarium. Verder werden onder andere een Sangiran B kaak, van Sangiran 4 een bekend stuk maxilla met diastema, en in 1939 en 1941 kaken die Von Koenigswald toeschreef aan meganthropus palaeojavanicus (een australopithecus) gevonden.
Alle hominide fossielen werden gevonden in drie formaties:
- de Pucangan-formatie bij Jetis, Vroeg Pleistoceen,
- de Kabuh-formatie bij Trinil, Midden Pleistoceen, en
- de afzettingen bij Ngandong, Laat Pleistoceen.

Von Koenigswald beredeneerde dat deze en andere sinds 1917 gevonden hominide fossielen in tegenspraak waren met het 19e-eeuwse idee dat de mens een voorouder had met een moderne (grote) herseninhoud en een grote kaak. Hij concludeerde juist het tegenovergestelde. De fossielen die hij op Java vond bevinden zich dankzij de Werner Reimers stichting nu in het Senckenberg Museum in Bad Homburg vor der Höhe.
In 1937 bezocht de paleontoloog Franz Weidenreich Von Koenigswald op Java om de vindplaatsen te bezoeken. In 1938 maken beide onderzoekers samen de vondst van een nieuwe soort Pithecanthropus (pithecanthropus robustus) bekend. Begin 1939 neemt Von Koenigswald een aantal Javaanse hominide fossielen mee naar Weidenreich in Peking. Het vergelijken van de Sangiran met de in 1927 door Davidson Black gevonden mensachtigen van Zhoukoudian (de zogenaamde Pekingmens) leidde de twee tot de conclusie dat de twee soorten nauw verwant waren. Ze besloten het genus Sinanthropus te laten vallen, en alle vondsten in het genus Pithecanthropus te classificeren.

## Tweede Wereldoorlog
Het uitbreken van de Tweede Wereldoorlog bracht Von Koenigswalds onderzoek op Java in gevaar. Hij slaagde erin zijn fossielen voor de Japanners te verbergen, en alhoewel hij vanwege zijn Nederlandse nationaliteit in een gevangenenkamp werd opgesloten, konden de Japanners maar één fossiele schedel vinden, die aan keizer Hirohito werd overhandigd. Na de oorlog zou de schedel weer terechtkomen.
Weidenreich publiceerde tijdens de oorlog de beschrijving van Sinanthropus. Hij voegde later Sinanthropus en Pithecanthropus samen tot het taxon Homo erectus, in het genus Homo. Omdat hij aannam dat Von Koenigswald door de Japanners was vermoord, begon hij beschrijvingen te publiceren over Von Koenigswalds vondsten. Na de oorlog zouden de twee anderhalf jaar samenwerken aan het American Museum of Natural History in New York.

## Utrecht
Zoals gezegd was Von Koenigswald een bekende van Utrechtse geologen als L.M.R. Rutten, S.G. Trooster en R.W. van Bemmelen, de laatste twee had hij in Indië ontmoet. In 1948 werd hij zelf hoogleraar in de stratigrafie en paleontologie aan de Universiteit van Utrecht. Omdat hij niet geloofde dat de mens in Oost Afrika of Zuidoost-Azië kon zijn ontstaan, bezocht hij vindplaatsen in Noord- en Zuid-Afrika (1951-52), de Filipijnen, Thailand en Borneo (1957), en in Pakistan (1966-67). In Pakistan vonden Von Koenigswald en zijn studenten een stuk van het os palatinum (bot in het verhemelte) dat toegeschreven werd aan een nieuw genus Sivapithecus en tanden die verondersteld werden tot Ramapithecus te behoren.
Von Koenigswald bestudeerde de relatie tussen Afrikaanse, Aziatische en Europese Ramapithecus fossielen en de nauw verwante soorten Graecopithecus uit Griekenland en Kenyapithecus uit Fort Ternan te Kenia. Hij dacht dat de Afrikaanse vondsten tot de Orang-oetans behoorden en de Indiase tot de mensachtigen. Daardoor was hij van mening dat de mens waarschijnlijk in India ontstaan was.
In deze periode deed hij ook onderzoek naar fossiele Tertiaire zoogdieren in Spanje. Een heel ander onderwerp waar hij zich mee bezighield was de studie van tektieten. In 1960 verscheen zijn boek Die Geschichte des Menschen. Hij kon niet terug naar Java, omdat hij een geschil van mening had met de Indonesische regering, die zijn vondsten opeiste als cultureel erfgoed. Pas in 1976 werd de ruzie bijgelegd en kreeg Von Koenigswald een eredoctoraat van de universiteit van Indonesië.
Na zijn emeritaat in 1968 keerde hij terug naar Duitsland, waar de Werner-Reimers Stichting hem geld en ruimte gaf om aan het Senckenberg Instituut en het Natuurhistorisch Museum te Frankfurt zijn verzamelingen onder te brengen. In Frankfurt bleef hij betrokken bij het paleontologisch onderzoek naar zijn fossielen, tot zijn dood in 1982.

## Publicaties
- Begegnungen mit dem Vormenschen, 1955; Nederlandse vertaling: Speurtocht in de prehistorie. Ontmoetingen met onze voorouders, Het Spectrum, Utrecht/Antwerpen, 1962
- (red.) 100 Jahre Neanderthaler - Neanderthal Centenary, 1958
- Die Geschichte des Menschen, Springer, Berlin/Heidelberg/New York, 1960, ASIN: B0000BKBX8

- Bibsys: 90931889
- Biblioteca Nacional de España: XX929078
- Bibliothèque nationale de France: cb15079718g (data)
- Biografisch Portaal: 23720822
- Catàleg d'autoritats de noms i títols de Catalunya: 981058508900606706
- CiNii: DA01893444
- Gemeinsame Normdatei: 118564447
- International Standard Name Identifier: 0000 0001 2027 6520
- Library of Congress Control Number: n85802389
- Nationale Bibliotheek van Tsjechië: mub2011634841
- Nationale bibliotheek van Australië: 35624365
- Nationale Bibliotheek van Israël: 987007463392305171
- Nationale en Universitaire bibliotheek Zagreb: 000656630
- Nederlandse Thesaurus van Auteursnamen: 069251975
- Réseau des bibliothèques de Suisse occidentale: 02-A003464536
- SNAC: w66t3z4g
- Système universitaire de documentation: 076617254
- Trove: 1019259
- Virtual International Authority File: 66757458
- WorldCat: E39PBJh8JgWx7gP9V8vQwY4jG3